# Venezuela op de Olympische Zomerspelen 2004
Venezuela nam deel aan de Olympische Zomerspelen 2004 in Athene, Griekenland. Voor het eerst sinds 1984 won het weer medailles; twee keer brons.

## Medailleoverzicht
| Sport         | Olympiër          | Discipline      | Medaille |
| ------------- | ----------------- | --------------- | -------- |
| Gewichtheffen | Israël Jose Rubio | tot 62 kg (m)   | Brons    |
| Taekwondo     | Adriana Carmona   | boven 67 kg (v) | Brons    |

## Resultaten en deelnemers per onderdeel

### Atletiek
Mannen, 400 meter:
- Luis Luna
  - Eerste ronde: 47.92 s (→ 6e in serie 8, ging niet verder, 49e overall)

Mannen 5000 meter:
- Freddy Gonzalez
  - Eerste ronde: 13:42.44 (→ 13e in serie 2, ging niet verder, 28e overall)

Mannen marathon:
- Luis Fonseca
  - Niet beëindigd

Mannen verspringen:
- Victor Castillo
  - Kwalificatie: 7.98 meter (→ 8e in groep B, ging niet verder, 15e overall)

Mannen speerwerpen:
- Manuel Fuenmayor
  - Kwalificatie: 72.26 meter (→ 15e in groep A, ging niet verder, 30e overall)

### Boksen
Mannen halfvlieggewicht (48 kg)
- Miguel Ángel Miranda
  - Laatste 32: Verloor van Yan Bhartelemy uit Cuba (→ puntenovermacht; Ronde 3, 1:30)

Mannen vlieggewicht (51 kg)
- Jhonny Mendoza
  - Laatste 32: bye
  - Laatste 16: Verloor van Paulus Ambunda uit Namibië (19 - 39)

Mannen bantamgewicht (54 kg)
- Alexander Espinoza
  - Laatste 32: bye
  - Laatste 16: Verloor van Andrew Kooner uit Canada (20 - 37)

Mannen halfweltergewicht (64 kg)
- Patrick López
  - Laatste 32: Verloor van Michele di Rocco uit Italië (30 - 37)

Mannen weltergewicht (69 kg)
- Jean Carlos Prada
  - Laatste 32: Verloor van Sherzod Husanov uit Oezbekistan (20 - 33)

Mannen halfzwaargewicht (81 kg)
- Edgar Muñoz
  - Laatste 32: Versloeg Mario Sivolija uit Kroatië (31 - 23)
  - Laatste 16: Verloor van Magomed Aripgadjiev uit Wit-Rusland (10 - 18)

Mannen zwaargewicht (91 kg)
- Wilmer Vasquez
  - Laatste 16: Versloeg Ertugrul Ergezen uit Turkije (→ walk-over)
  - Kwartfinale: Verloor van Odlanier Solis Fonte uit Cuba (4 - 24)

### Gewichtheffen
Mannen 62 kg
- Israël José Rubio
  - 295,0 kg (132,5 kg trekken, 162,5 kg stoten) (Brons)

Mannen 77 kg
- Octavio Mejías
  - 342,5 kg (155,0 kg trekken, 187,5 kg stoten) (12e overall)

Mannen 94 kg
- Julio César Luna Fermin
  - 390,0 kg (170,0 kg trekken, 220,0 kg stoten) (5e overall)

### Schoonspringen
Mannen 3 meter plank:
- Ramon Fumado
  - Voorronde: 410.97 (14e overall, gekwalificeerd)
  - Halve finale: 194.82 (Totaal: 605.79) (17e overall, ging niet verder)

### Schermen
Mannen degen individueel:
- (9) Silvio Fernández
  - Laatste 64: bye
  - Laatste 32: Versloeg (24) Xie Yongjun uit China (15 - 13)
  - Laatste 16: Versloeg (7) Zhao Gang uit China (15 - 12)
  - Kwartfinale: Verloor van (2) Marcel Fischer uit Zwitserland (13 - 15)

Mannen floret individueel:
- (32) Carlos Rodríguez
  - Laatste 64: Versloeg (33) Mostafa Anwar uit Egypte (15 - 7)
  - Laatste 32: Verloor van (2) Salvatore Sanzo uit Italië (7 - 15)

Vrouwen floret individueel:
- (17) Mariana Gonzalez
  - Laatste 32: Versloeg (15) Erinn Smart uit Verenigde Staten (14 - 2)
  - Laatste 16: Verloor van (1) Valentina Vezzali uit Italië (4 - 15)

Vrouwen sabel individueel:
- (18) Alejandra Benitez
  - Laatste 32: Verloor van (15) Zhang Yin uit China (9 - 15)

### Judo
Mannen 60 kg (Extra-lichtgewicht):
- Reiver Alvarenga
  - Laatste 32: Verloor van Benjamin Darbelet uit Frankrijk (strafpunten; 2 shidos)

Mannen 66 kg (Halflichtgewicht):
- Ludwing Ortíz
  - Laatste 32: Verloor van Yordanas Arencibia uit Cuba (Sode-tsurikomi-goshi; waza-ari) (ging door naar de eerste herkansing ronde)
  - Herkansing Eerste ronde: Versloeg Heath Young uit Australië (Kuzure-kami-shiho-gatame; ippon - 4:14)
  - Herkansing Ronde 2: Verloor van Joao Pena uit Portugal (Kata-guruma; yuko)

Mannen 73 kg (Lichtgewicht):
- Richard León
  - Laatste 32: Verloor van Victor Bivoi uit Cuba (Sode-tsurikomi-goshi; waza-ari) (ging door naar de eerste herkansing ronde)
  - Herkansing Eerste ronde: Verloor van Hamed Malekmohammadi uit Iran (Sukui-nage; ippon - 1:54)

Mannen 90 kg (Middengewicht):
- José Gregorio Camacho
  - Laatste 32: Verloor van Eduardo Costa uit Argentinië (Sode-tsurikomi-goshi; waza-ari)

Mannen +100 kg (Zwaargewicht):
- Leonel Wilfredo Ruiz
  - Laatste 32: Verloor van Charalampos Papaioannou uit Griekenland (Yoko-shiho-gatame; ippon - 1:00)

Vrouwen -52 kg (Half-Lichtgewicht)
- Flor Velásquez
  - Laatste 32: bye
  - Laatste 16: Verloor van Georgina Singleton uit Groot-Brittannië (strafpunten; 2 shidos)

Vrouwen -57 kg (Lichtgewicht):
- Rudymar Fleming
  - Laatste 32: Verloor van Kie Kusakabe uit Japan (Ippon-seoi-nage; yuko)

Vrouwen -78 kg (Half-zwaargewicht):
- Keivi Pinto
  - Laatste 32: Versloeg Sisilia Naisiga Rasokisoki uit Finland (Ouchi-gari; yuko)
  - Laatste 16: Verloor van Noriko Anno uit Japan (Kuzure-kesa-gatame; ippon - 2:52) (ging door naar de eerste herkansing ronde)
  - Herkansing Eerste ronde: bye
  - Herkansing Ronde 2: Verloor van Lucia Morico uit Italië (Kuzure-kami-shiho-gatame ; ippon - 1:47)

Vrouwen +78 kg (Zwaargewicht):
- Giovanna Blanco
  - Laatste 32: bye
  - Laatste 16: Versloeg Eva Bisseni uit Frankrijk (Tani-otoshi; yuko)
  - Kwartfinale: Verloor van Dayma Beltran uit Cuba (Sumi-otoshi; ippon - 2:43) (ging door naar de tweede herkansingsronde)
  - Herkansing Ronde 2: Versloeg Karina Bryant uit Groot-Brittannië (strafpunten; 3 shidos)
  - Herkansing Ronde 3: Verloor van Insaf Yahyaoui uit Tunesië (Kuzure-kesa-gatame; ippon - 2:41)

### Zeilen
Mannen mistral
- Carlos Julio Flores Perez
  - 232 punten (25e overall)

### Schieten
Vrouwen 25m pistool:
- Francis Gorrin
  - 534 punten (37e overall, ging niet verder)

Vrouwen 10m luchtpistool
- Francis Gorrin
  - 358 punten (41e overall, ging niet verder)

### Tafeltennis
Vrouwen enkel
- Fabiola Ramos
  - Eerste ronde: Verloor van Laura Negrisoli uit Italië (9 - 11, 5 - 11, 6 - 11, 11 - 8, 3 - 11)

Vrouwen dubbelspel
- Fabiola Ramos en Luisana Perez
  - Eerste ronde: Versloeg Berta Rodriguez en Maria Paulina Vera uit Chili (12 - 14, 11 - 8, 6 - 11, 11 - 7, 11 - 13, 11 - 5, 11 - 7)
  - Tweede ronde: Verloor van Tawny Banh en Gao Jun uit de Verenigde Staten (3 - 11, 4 - 11, 6 - 11, 7 - 11)

### Taekwondo
Mannen tot 68 kg
- Luis Alberto Garcia
  - Laatste 16: Verloor van Diogo Silva uit Brazilië (5 - 6)

Mannen boven 80 kg
- Luis Noguera
  - Laatste 16: Verloor van Abdelkader Zrouri uit Marokko (5 - 8)

Vrouwen tot 49 kg
- Dalia Contreras
  - Laatste 16: Versloeg Maya Arusi uit Israël (5 - 1)
  - Kwartfinale: Verloor van Ivett Gonda uit Canada (2 - 3)

Vrouwen boven 67 kg
- Adriana Carmona
  - Laatste 16: Versloeg Sarah Stevenson uit Groot-Brittannië (8 - 8, Superiority)
  - Kwartfinale: Verloor van Chen Zhong uit China (5 - 7) (ging door naar de eerste herkansing ronde)
  - Herkansing Eerste ronde: Versloeg Yoriko Okamoto uit Japan (5 - 2)
  - Herkansing Ronde 2: Versloeg Nadin Dawani uit Jordanië (11 - 8) (ging door naar de wedstrijd om het brons)
  - Om de derde plaats: Versloeg Natalia Silva uit Brazilië (7 - 4) (Brons)

### Tennis
Vrouwen enkel:
- María Vento-Kabchi
  - Eerste ronde: Versloeg Anne Kremer uit Luxemburg (6 - 3, 6 - 4)
  - Tweede ronde: Verslagen door (1) Justine Henin-Hardenne uit België (2 - 6, 1 - 6)

### Triatlon
Mannen:
- Gilberto González
  - 1:59:12.20 (→ 36e overall)

### Wielersport

#### Wegwielrennen
Mannen wegwedstrijd:
- Unai Etxebarría
  - 5:41:56 (34e overall, 0:12 achterstand)
- José Chacón
  - niet gefinisht

#### Baanwielrennen
Vrouwen individueel Sprint:
- Daniela Greluis Larreal Chirinos
  - Kwalificatie: 11.597 s (8e overall)
  - 1/8e finale: Versloeg Yvonne Hijgenaar uit Nederland (1 - 0, 11.849 s)
  - Kwartfinale: Verloor van Lori-Ann Muenzer uit Canada (0 - 2, 12.064 s, 11.888 s)
  - 5e-8e Klassificatie: Gediskwalificeerd

### Worstelen

#### Vrije stijl
Vrouwen 48 kg
- Mayelis Caripa
  - Groep 4
    - Verloor van Lorisa Oorzhak uit Rusland (0 - 7)
    - Verloor van Li Hui uit China (0 - 10)
    - Verloor van Patricia Miranda uit Verenigde Staten (1 - 11)

  - 4e in groep, ging niet verder (→ 1 TP, 1 CP, 12e overall)

#### Grieks-Romeins
Mannen 120 kg
- Rafael Barreno
  - Groep 1
    - Verloor van Hayzak Galstyan uit Armenië (3 - 9)
    - Verloor van Yannick Szczepaniak uit Frankrijk (0 - 10)

  - 3e in groep, ging niet verder (→ 3 TP, 1 CP, 16e overall)

### Zwemmen
Mannen 50 meter vrije stijl
- Luis Rojas
  - Serie: Niet gestart

Mannen 100 meter vrije stijl
- Luis Rojas
  - Serie: 49.69 s (→ 14e overall, gekwalificeerd)
  - Halve finale: 49.85 s (→ 15e overall, ging niet verder)

Mannen 200 meter vrije stijl
- Albert Subirats
  - Serie: 1:53.11 (→ 38e overall, ging niet verder)

Mannen 400 meter vrije stijl
- Ricardo Monasterio
  - Serie: 3:54.41 (→ 23e overall, ging niet verder)

Mannen 1500 meter vrije stijl
- Ricardo Monasterio
  - Serie: 15:20.89 (→ 15e overall, ging niet verder)

Mannen 100 meter vlinderslag
- Luis Rojas
  - Serie: 54.58 s (→ 36e overall, ging niet verder)

Vrouwen 50 meter vrije stijl
- Arlene Semeco
  - Serie: 26.20 s (→ 27e overall, ging niet verder)

Vrouwen 100 meter vrije stijl
- Arlene Semeco
  - Serie: 57.04 s (→ 29e overall, ging niet verder)

Afghanistan · Albanië · Algerije · Amerikaanse Maagdeneilanden · Amerikaans-Samoa · Andorra · Angola · Antigua en Barbuda · Argentinië · Armenië · Aruba · Australië · Azerbeidzjan · Bahama's · Bahrein · Bangladesh · Barbados · België · Belize · Benin · Bermuda · Bhutan · Bolivia · Bosnië en Herzegovina · Botswana · Brazilië · Britse Maagdeneilanden · Brunei · Bulgarije · Burkina Faso · Burundi · Cambodja · Canada · Centraal-Afrikaanse Republiek · Chili · China · Chinees Taipei · Colombia · Comoren · Congo-Brazzaville · Congo-Kinshasa · Cookeilanden · Costa Rica · Cuba · Cyprus · Denemarken · Djibouti · Dominica · Dominicaanse Republiek · Duitsland · Ecuador · Egypte · El Salvador · Equatoriaal-Guinea · Eritrea · Estland · Ethiopië · Fiji · Filipijnen · Finland · Frankrijk · Gabon · Gambia · Georgië · Ghana · Grenada · Griekenland · Groot-Brittannië · Guam · Guatemala · Guinee · Guinee‑Bissau · Guyana · Haïti · Honduras · Hongarije · Hongkong · Ierland · IJsland · India · Indonesië · Irak · Iran · Israël · Italië · Ivoorkust · Jamaica · Japan · Jemen · Jordanië · Kaaimaneilanden · Kaapverdië · Kameroen · Kazachstan · Kenia · Kirgizië · Kiribati · Koeweit · Kroatië · Laos · Lesotho · Letland · Libanon · Liberia · Libië · Liechtenstein · Litouwen · Luxemburg · Macedonië · Madagaskar · Malawi · Malediven · Maleisië · Mali · Malta · Marokko · Mauritanië · Mauritius · Mexico · Micronesië · Moldavië · Monaco · Mongolië · Mozambique · Myanmar · Namibië · Nauru · Nederland · Nederlandse Antillen · Nepal · Nicaragua · Nieuw-Zeeland · Niger · Nigeria · Noord-Korea · Noorwegen · Oeganda · Oekraïne · Oezbekistan · Oman · Oostenrijk · Oost‑Timor · Pakistan · Palau · Palestina · Panama · Papoea-Nieuw-Guinea · Paraguay · Peru · Polen · Portugal · Puerto Rico · Qatar · Roemenië · Rusland · Rwanda · Saint Kitts en Nevis · Saint Lucia · Saint Vincent en Grenadines · Salomonseilanden · Samoa · San Marino · Sao Tomé en Principe · Saoedi-Arabië · Senegal · Servië en Montenegro · Seychellen · Sierra Leone · Singapore · Slovenië · Slowakije · Soedan · Somalië · Spanje · Sri Lanka · Suriname · Swaziland · Syrië · Tadzjikistan · Tanzania · Thailand · Togo · Tonga · Trinidad en Tobago · Tsjaad · Tsjechië · Tunesië · Turkije · Turkmenistan · Uruguay · Vanuatu · Venezuela · Verenigde Arabische Emiraten · Verenigde Staten · Vietnam · Wit-Rusland · Zambia · Zimbabwe · Zuid-Afrika · Zuid-Korea · Zweden · Zwitserland